# Bettna
Bettna är en tätort och tidigare stationssamhälle tillika centralort för tidigare Bettna landskommun belägen i Flens kommun i Södermanlands län i Bettna socken. 

## Historia
Platsen ligger i en gammal odlingsbygd med talrika fornlämningar. 
Ungefär från Löta Handel längs med gärdena mot Vrena mekaniska löper en grav från 500-800 e.Kr. 
Där hittades bl.a. ett hästliknande föremål som senare blev Bettnasmycket.
Stationssamhället etablerades i slutet av 1800-talet i samband med att järnvägen Grängesberg-Oxelösund byggdes.  
Orten ligger ca. 30 km nordväst om Nyköping längs Riksväg 52 som passerar utanför samhället. 
Förr fanns i samhället tre mataffärer, körskola, ett flertal banker, en klädaffär, en skoaffär, speceriaffär för kött, prylbod, kaféer, pizzeria med mera.

## Befolkningsutveckling
| Befolkningsutvecklingen i Bettna 1950–2020 | Befolkningsutvecklingen i Bettna 1950–2020 | Befolkningsutvecklingen i Bettna 1950–2020 | Befolkningsutvecklingen i Bettna 1950–2020 | Befolkningsutvecklingen i Bettna 1950–2020 |
| ------------------------------------------ | ------------------------------------------ | ------------------------------------------ | ------------------------------------------ | ------------------------------------------ |
|                                            |                                            |                                            |                                            |                                            |
| År                                         |                                            |                                            | Folkmängd                                  | Areal (ha)                                 |
| 1950                                       | 1950                                       |                                            | 454                                        |                                            |
| 1960                                       | 1960                                       |                                            | 382                                        |                                            |
| 1965                                       | 1965                                       |                                            | 474                                        |                                            |
| 1970                                       | 1970                                       |                                            | 554                                        |                                            |
| 1975                                       | 1975                                       |                                            | 532                                        |                                            |
| 1980                                       | 1980                                       |                                            | 534                                        |                                            |
| 1990                                       | 1990                                       |                                            | 453                                        | 99                                         |
| 1995                                       | 1995                                       |                                            | 430                                        | 100                                        |
| 2000                                       | 2000                                       |                                            | 423                                        | 100                                        |
| 2005                                       | 2005                                       |                                            | 415                                        | 100                                        |
| 2010                                       | 2010                                       |                                            | 412                                        | 99                                         |
| 2015                                       | 2015                                       |                                            | 366                                        | 70                                         |
| 2020                                       | 2020                                       |                                            | 375                                        | 70                                         |
|                                            |                                            |                                            |                                            |                                            |

## Samhället
Bettna kyrka är ursprungligen från 1100-talet, men har flera gånger byggts om och till. 
Bettna skola är belägen vid kyrkan och där finns förskola, fritids samt grundskolans årskurs 1 t.o.m. 6. Bettna skola återinvigdes efter renovering våren 2015. I Bettna finns hemtjänst, lanthandel, sågverk, bibliotek, mekanisk verkstad. Sörmlands äldsta Peugeot-handlare, Stenbergs Bil, grundad 1943 av Janne Stenberg, fanns i Bettna till 2014 då verkstad samt försäljning flyttades till Nyköping.

## Personer med anknytning till Bettna
Målaren Nils von Dardel föddes i Bettna 1888. Konstnären Reinhold von Rosen bodde en tid på Åkerö i Bettna. Politikern Ivan Bratt bodde och avled vid Lundby i Bettna.